# Vaktparaden anländer till Kungliga Slottet 1897
 Vaktparaden anländer till Kungliga Slottet (originaltitel:  Arrivée de la garde au Palais Royal I) är en svensk-fransk kortfilm från 1897 med regi och foto av Alexandre Promio. Filmen som är en halv minut lång är en av de allra första journalfilmerna som producerades i Sverige. Filmen premiärvisade den 3 juli 1897 på Lumières Kinematograf i Gamla Stockholm.

## Bakgrund
Under sin visit i Sverige på Stockholmsutställningen försommaren 1897 spelade Alexandre Promio in 14 titlar som så småningom hamnade i Lumières katalog. Promio filmade både invigningen av utställningen (H. M. Konungens ankomst till utställningen) och festligheterna i Stockholm med parader och mycket folk i rörelse. Vid sin sida hade han Sveriges första filmfotograf Ernest Florman, som fick sin utbildning av Promio. I två korta filmsekvenset dokumenterade de hur vaktparaden anländer till Kungliga Slottet. Denna film är del 1.

## Handling
Kameran är placerad nedanför Stockholms slott, man ser Kungsträdgården och en del av Södra Blasieholmshamnen i bakgrunden. Vaktparaden marscherar förbi med musikkåren i spetsen. Mycket folk i rörelse som följer paraden. Sist en man med dragkärra.

## Stillbilder

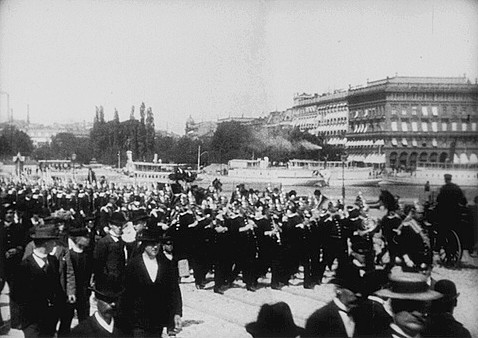
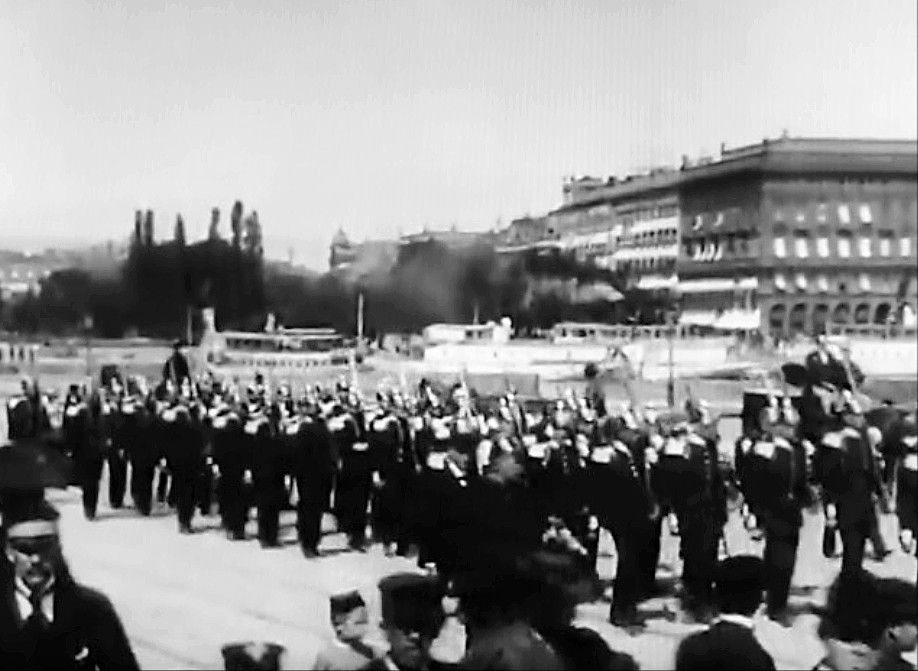
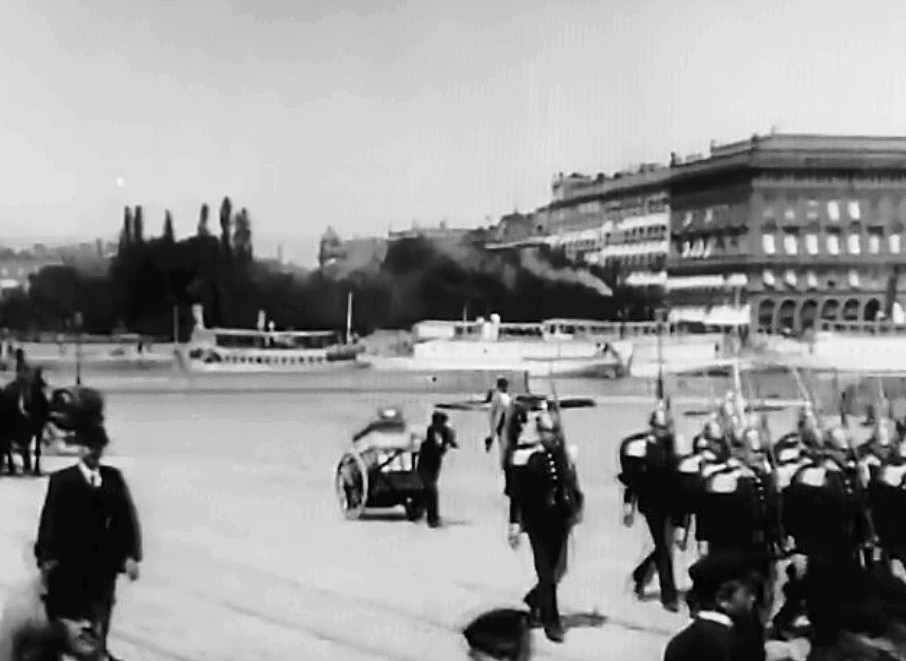